# Асен Асенов (географ)
Асен Асенов е български географ, професор в катедра Ландшафтна екология и опазване на природната среда, Геолого-географски факултет на Софийски университет „Св. Климент Охридски“.
Роден е през 1960 г. в София. През 1985 г. завършва география в Софийски университет „Св. Климент Охридски“. От 1986 г. е асистент, а от 2012 г. е избран за доцент. От 2020 г. е професор. Член е на Нюйоркската академия на науките. През 1992 – 1993 специализира в Института по биогеография и опазване на околната среда в Саарбрюкен при проф. Мюлер. Специализирал е и в катедрата по Биогеография в Московския държавен университет. По случай 100-годишнината на СУ „Св. Климент Охридски“ през 1988 г. участва в научна експедиция в Гарвалските Хималаи.
Научните интереси на Асен Асенов са в областта на общата биогеография, биогеографията на България, екосистемните услуги, природния капитал и ландшафтната екология.

## Трудове
- Физикогеографски и ландшафтни изследвания в района на Земенския стационар (в съавторство). С., 1993.
- България – една скица (в съавторство). С., 1999.
- Обща биогеография. С., 2001.